# Luxgen U5
La Luxgen U5 è una crossover a 5 posti prodotta dalla casa automobilistica taiwanese Luxgen.
Nel 2020, Luxgen ha confermato che sia la S3 che la U5 usciranno di produzione sostituiti da modelli elettrici.

## Panoramica
Il crossover U5 viene realizzato sullo stesso telaio della berlina Luxgen S3 e so posizionato all'interno della gamma del costruttore sotto il crossover Luxgen U6. L'unico motore disponibile è un benzina da un 1.6 litri che eroga 120 cavalli e 15,3 kg⋅m (150 N⋅m; 111 ft⋅lbf).
Le vendite della U5 sono iniziate a Taiwan nel settembre 2017, venendo proposto in cinque allestimenti: Big Screen, APA, AR, Hi-Fi e Vogue +. 
L'allestimento base comprende i cerchi in lega da 17 pollici, cruise control, climatizzatore, display da 12 pollici, ESC, TCS, HSA e doppi airbag. L'allestimento APA dispone in più di 6 airbag e radar anteriore. Il modello AR aggiunge specchietti laterali ripiegabili elettricamente e AR Around View+. Il modello Hi-Fi aggiunge i fendinebbia e un maggior numero di altoparlanti per impianto audio. Il modello Vogue + è dotato di vernice bicolore e tetto apribile.